# SN 2011bl
SN 2011bl – supernowa typu Ib/c odkryta 5 kwietnia 2011 roku w galaktyce UGC 8554. W momencie odkrycia miała maksymalną jasność 16,90m.